# Konstantinopelski mirovni sporazum (1700)
Konstantinopelski mirovni sporazum (rusko Константинопольский мирный договор (1700), Konstantinopoljskij mirovnij dogovor, turško  İstanbul Antlaşması (1700)), ki sta ga 13. julija 1700 podpisala Rusko carstvo in Osmansko cesarstvo, je bil sklepni dokument, s katerim se je končala rusko-turška vojna 1686-1700. Ruski car Peter Veliki je s sporazumom dobil Azovsko regijo in sprostil svojo vojsko za sodelovanje v veliki severni vojni. Ko se je v vojno vključilo tudi Osmansko cesarstvo, je Konstantinopelski sporazum je nadomestil  Prutski mirovni sporazum, sklenjen leta 1711.

## Ozadje
Rusko carstvo se je med veliko turško vojno kot član Svete lige vojskovalo na vzhodnem evropskem bojišču v rusko-turški vojni (1686–1700). Ko so drugi člani Svete lige - Sveto rimsko cesarstvo, Beneška republika in poljsko-litovska Republika obeh narodov - dosegli svoje vojne cilje, so z osmanskim sultanom Mustafo II. leta 1699 sklenili Karlovški mir, ki je povsem prezrl ruske interese. Mirovna pogajanja so se začela leta 1698, ko se je Rusija še vedno vojskovala v spodnjem porečju Dnepra in Kerškem prelivu, ki povezuje  Azovsko in Črno morje. Ruski car Peter Veliki se je osebno pridružil pogajanjem in 25. decembra 1698  v Sremskih Karlovcih  sklenil dvoletno premirje z Osmanskim cesarstvom. Dokončno poravnavo so preprečila neskladja med Petrovimi zahtevami, vključno z zahtevami po zaščiti krščanskega prebivalstva v osmanskih balkanskih provincah, in stanjem ruske vojske, in ne nazadnje premajhna podpora drugih članov Svete lige.
Jeseni 1699 je car Peter Veliki poslal na osmanski dvor v Konstantinoplu svojega odposlanca Jermeljana Ignatoviča Ukrajinceva, da bi se pogajal o miru. Ukrajincev je v Konstantinopel priplul z rusko vojno ladjo, fregato Krepost s 46 topovi. Primarna ruska cilja sta bila osmansko priznanje ruskih vojnih pridobitev okoli Azova in prost dostop do Črnega morja za ruske trgovske ladje. Ker so pogajanja napredovala zelo počasi in je Peter Veliki pod velikim pritiskom napadel Švedsko cesarstvo v veliki severni vojni,  je pozval Ukrajinceva, naj čim prej sklene mir in odstopil od zahteve po prostem dostopu do Črnega morja.

## Določila sporazuma
Pogodbeni strani sta se 3. julija/13. julija 1700  v Konstantinoplu dogovorili za tridesetletno premirje. Sultan je priznal rusko posest območja Azova, vključno z Azovom in novozgrajenimi trdnjavami Taganrog, Pavlovsk in Mius. Rusija je opustila svoje zahteve do Kerškega preliva, letnega davka Krimskemu kanatu pa ji ni bilo več treba plačavati.  Davek je plačevala, odkar je Zlata horda okupirala Moskvo. Trdnjave ob Dnepru, ki jih je osvojila ruska vojska, so bile vrnjene Osmanskemu cesarstvu. Porečje spodnjega Dnepra južno od Zaporoške Seči in ozemlje med Perekopom in Miuskim Gorodokom je bilo razglašeno za demilitarizirano cono. Sultan je od svojih vazalov Krimskih Tatarov zahteval, da ne napadajo Rusov, in hkrati od carja zahteval, da Donski in Zaporoški kozaki ne napadajo Osmanskega cesarstva.
Obe strani sta obljubili, da ob meji ne bosta gradili trdnjav. Osmansko cesarstvo je obljubilo tudi to, da bo osvobodilo vse ruske vojne ujetnike. Sultan je vsem ruskim romarjem dovolil prost prehod v Sveto deželo in ruskim diplomatskim delegacijam v Konstantinopel.

## Vpliv velike severne vojne
Sklenitev sporazuma in njegova ukinitev leta 1710 sta bila tesno povezana z veliko severno vojno, ki se je začela tik pred sklenitvijo sporazuma. Peter Veliki se je s svojimi tremi zavezniki - Avgustom Močnim Saškim, Poljsko in Friderikom IV. Danskim in Norveškim - pogajal za tristranski napad na Švedsko. Peter naj bi napadel švedsko Ingrijo, Avgust švedsko Livonijo, Friderik pa švedskega zaveznika Holstein-Gottorp. Začetek Petrovega napada je bil pogojen s sklenitvijo miru z Osmanskim cesarstvom. Posledično se je ruski napad začel, ko je bila Danska že poražena,  kar je Švedski omogočilo, da se pripravi na ruski napad na Ingrijo in ga odbije.
Osmansko cesarstvo se je v vojno vključilo devet let pozneje, ko se je po bitki pri Poltavi, v kateri je Peter Veliki premagal Karla  XII. Švedskega, Peter z ostanki svoje vojske utaboril v osmanskem Benderju v sedanji Moldovi.    To je pripeljalo do novega konflikta med sultanom in carjem, ki se je končal z osmansko vojno napovedjo in neuspešno rusko kampanjo na Prut. Vojna se je končala s preklicem Konstantinopelskega mirovnega sporazuma in sklenitvijo Prutskega mirovnega sporazuma leta 1711, s katerim je bil Azov vrnjen sultanu in nato razdejan. Dokončen mir med cesarstvoma je bil sklenjen z Edirnskim mirovnim sporazumom leta 1713. Trajal naj bi petindvajset let. Čeprav je sultan v času med Prutskim in Edirnskim mirovnim sporazumom trikrat napovedal vojno Petru Velikemu, do spopadov ni prišlo. Osmansko posredovanje v veliki severni vojni se je zato dejansko končalo že s sklenitvijo Prutskega miru.